# Joakim Noah
Joakim Simon Noah (Nueva York; 25 de febrero de 1985) es un exjugador de baloncesto con triple nacionalidad, francesa, estadounidense y sueca que disputó 13 temporadas en la NBA. Mide 2,11 metros de altura y jugaba de pívot. A lo largo de su carrera fue dos veces All-Star y una vez mejor defensor de la NBA, en 2014.

## Trayectoria deportiva

### High School
Noah jugó a baloncesto en diferentes institutos del entorno de Nueva York y Nueva Jersey, participando además en numerosos torneos callejeros, en donde recibía el apodo de "The Noble One" (el de la Nobleza), ya que alguien oyó decir que era hijo de un famoso tenista profesional. En su último año de instituto alcanzó el título estatal, tras promediar 24 puntos y 12 rebotes por partido.

### Universidad
Durante su primera temporada en la Universidad de Florida jugó poco más de 10 minutos por partido, promediando tan solo 3,9 puntos y 2,7 rebotes por encuentro. Mejoró notablemente en su segundo año, liderando a su equipo en puntos (14,2 por partido) y tapones (2,4), siendo segundo en rebotes (7,1) por detrás de su compañero Al Horford. De ser casi un desconocido al comienzo de la temporada, pasó a ser un jugador muy considerado en todo el país, teniendo muchas opciones de una buena posición en el Draft de la NBA de 2006, pero tras ganar el título de la NCAA, anunció, junto a sus compañeros Al Horford y Corey Brewer su intención de permanecer un año más en la universidad, repitiendo triunfo por segundo año consecutivo.
En el torneo de 2006 Noah fue nombrado Jugador más destacado. El 3 de abril de 2006 lideró a los Gators en la victoria en la final ante UCLA por 73-57, consiguiendo 16 puntos, 9 rebotes y el récord de tapones en una final, con 6.

### NBA

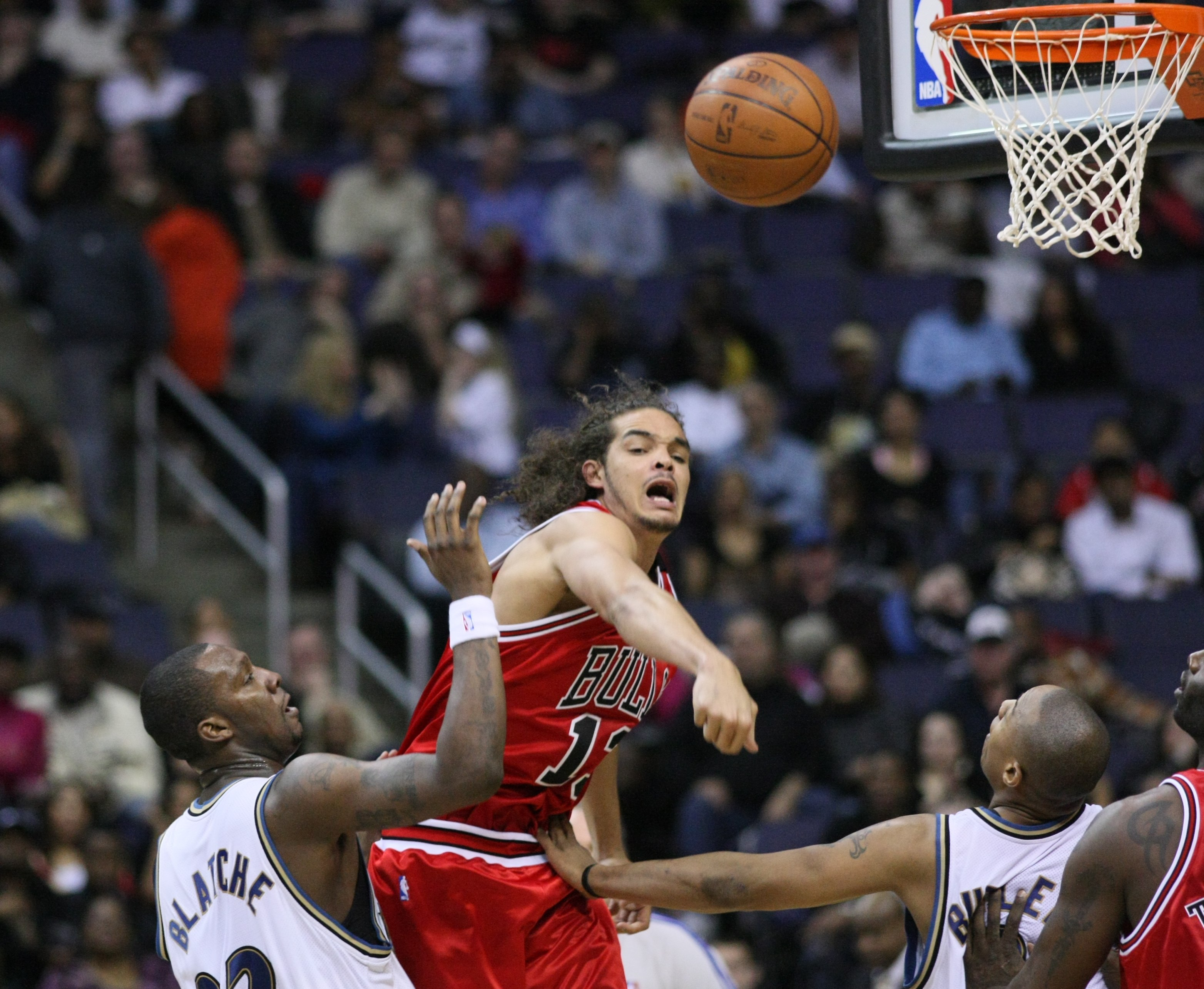
Joakim Noah con los Bulls en 2009.

#### Chicago Bulls (2007–2016)
Fue elegido en la novena posición del Draft de la NBA de 2007 por Chicago Bulls, siendo la primera vez en la historia del draft que un trío de jugadores procedentes de la misma universidad (Noah, Horford y Brewer) logran colocarse entre las 9 primeras posiciones del mismo. El 6 de noviembre debuta en la liga saliendo desde el banco, tras haberse perdido los tres primeros partidos de la temporada a causa de una lesión en el tobillo. Su primer año no fue muy destacado, pero su garra y pundonor ya empezaron a encandilar a la afición de Chicago.
Su segunda temporada en la NBA no empezó demasiado bien. Tras un verano difícil en el que se había visto envuelto en asuntos de alcohol y drogas, Noah no llegó en un buen momento, y realizó una primera parte de la temporada pésima. Tanto que Aaron Gray llegó a quitarle el puesto de pívot titular, hasta que el Noah combativo de sus años de college y su primera temporada en la liga resurgió y se hizo de nuevo con el puesto de 5 titular. Terminó la temporada regular a gran nivel y se plantó con su equipo en la primera ronda de los playoffs de la conferencia este, donde esperaban los vigentes campeones: Boston Celtics. Allí terminó de explotar y fue una de las claves de unos Bulls que forzarían el séptimo partido, aunque acabaron perdiendo una eliminatoria épica y de gran nivel. Pero fue en el sexto partido donde Noah se mostró decisivo de veras: con el marcador 123-123, en la tercera prórroga, robó un balón a Paul Pierce y recorrió el campo para acabar con un impresionante mate que se convirtió en un 2+1 y que además significó la sexta falta del jugador de los Celtics. Los Bulls ganarían ese partido por 128-127.
El 21 de abril de 2014, Noah fue nombrado Mejor Defensor de la NBA. Es el segundo jugador de los Chicago Bulls en ganar este premio, después de que Michael Jordan lo ganara en la temporada 1987-88. El 4 de junio de 2014, Noah fue nombrado en el Mejor Quinteto de la NBA de 2014.
[actualizar]

#### New York Knicks (2016–2018)

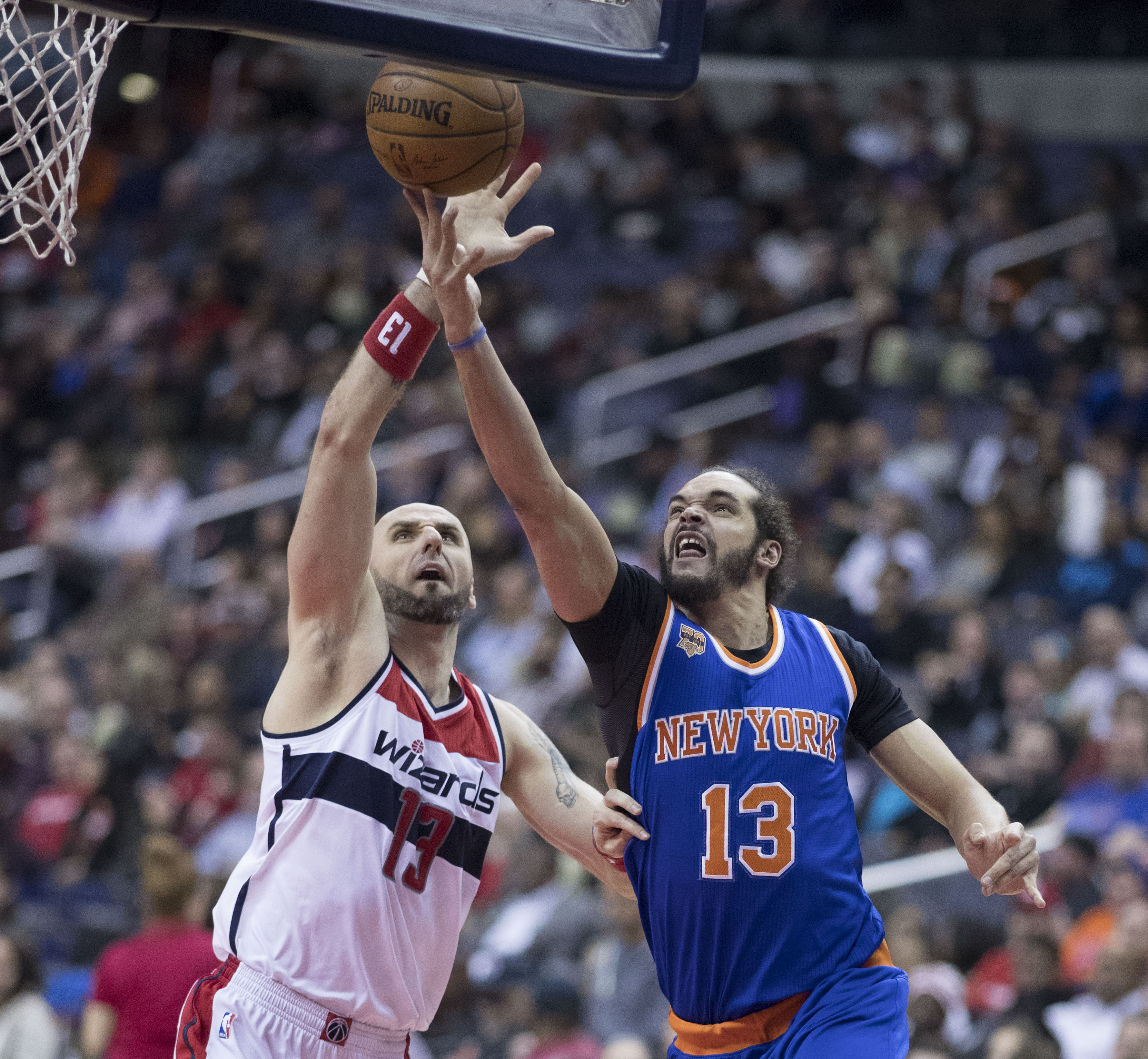
Noah (derecha) con los Knicks en 2017.

Tras nueve temporadas en Chicago, el 8 de julio de 2016, firma por cuatro temporadas y $72 millones con New York Knicks.
En marzo de 2017 fue sancionado por le NBA con 20 partidos por dar positivo en un control antidopaje, debido a un componente de un medicamento sin receta.
Después de dos años en Nueva York, el 13 de octubre de 2018, los Knicks cortan a Noah.

#### Memphis Grizzlies (2018–2019)
El 4 de diciembre de 2018, firma con Memphis Grizzlies hasta final de temporada.

#### Los Angeles Clippers (2020)
El 9 de marzo de 2020, firma un contrato de 10 días con Los Angeles Clippers, renovando con un contrato multianual el 28 de junio.
Tras unos meses en Los Ángeles, el 1 de diciembre de 2020, los Clippers cortan a Noah.

### Retirada
El 1 de marzo de 2021, confirmó su deseo de retirarse, y que le gustaría hacerlo de forma simbólica con la camiseta de los Bulls, donde disputó 9 temporadas.
El 28 de octubre de 2021, los Bulls celebraron la "Joakim Noah Night" en su honor, y fue nombrado embajador del equipo.

## Selección nacional

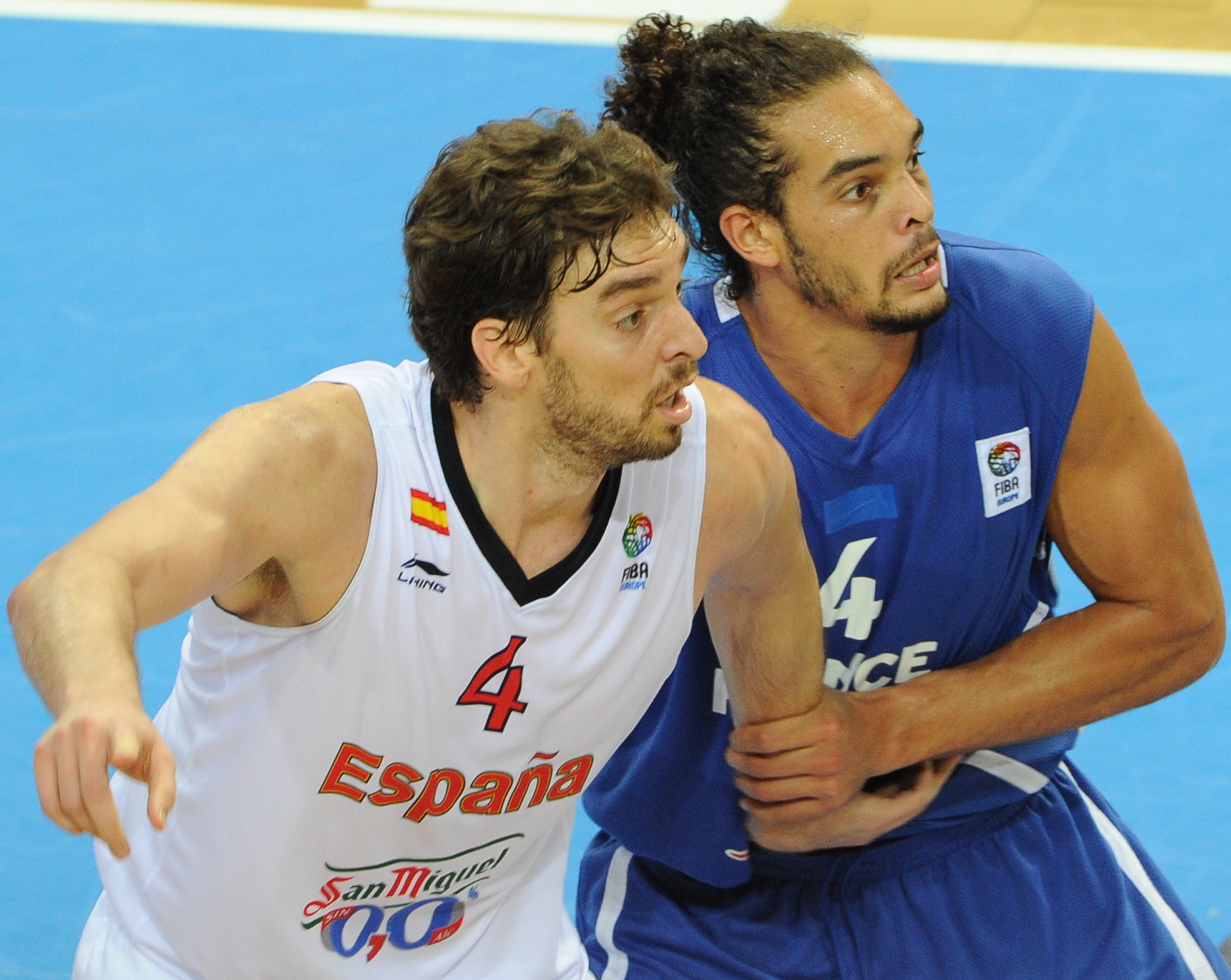
Noah (derecha) jugando con Francia en el EuroBasket 2011.

Debutó con la selección absoluta francesa el 24 de julio de 2009, en un amistoso ante Austria, donde anotó 16 puntos y capturó 9 rebotes.
Joakim representó a la selección francesa en el Europeo de 2011, ganando la plata con una media de 9 puntos y 8 rebotes.
No fue parte del combinado francés de los Juegos Olímpicos de Londres 2012, debido a una seria lesión en la rodilla sufrida en los playoffs de 2012.

## Estadísticas de su carrera en la NBA

### Temporada regular
| Año      | Equipo       | PJ  | PT  | MPP  | %TC  | %3P  | %TL  | RPP  | APP | ROB | TPP | PPP  |
| -------- | ------------ | --- | --- | ---- | ---- | ---- | ---- | ---- | --- | --- | --- | ---- |
| 2007-08  | Chicago      | 74  | 31  | 20.7 | .482 | .000 | .691 | 5.6  | 1.1 | .9  | .9  | 6.6  |
| 2008-09  | Chicago      | 80  | 55  | 24.2 | .556 | .000 | .676 | 7.6  | 1.3 | .6  | 1.4 | 6.7  |
| 2009-10  | Chicago      | 64  | 54  | 30.1 | .504 | .000 | .744 | 11.0 | 2.1 | .5  | 1.6 | 10.7 |
| 2010-11  | Chicago      | 48  | 48  | 32.8 | .525 | .000 | .764 | 10.4 | 2.2 | 1.0 | 1.5 | 11.7 |
| 2011-12  | Chicago      | 64  | 64  | 30.4 | .508 | .000 | .748 | 9.8  | 2.5 | .6  | 1.4 | 10.2 |
| 2012-13  | Chicago      | 66  | 64  | 36.8 | .481 | .000 | .751 | 11.1 | 4.0 | 1.2 | 2.1 | 11.9 |
| 2013-14  | Chicago      | 80  | 80  | 35.3 | .475 | .000 | .737 | 11.3 | 5.4 | 1.2 | 1.5 | 12.6 |
| 2014-15  | Chicago      | 67  | 67  | 30.6 | .445 | .000 | .603 | 9.6  | 4.7 | .7  | 1.1 | 7.2  |
| 2015-16  | Chicago      | 29  | 2   | 21.9 | .383 | .000 | .489 | 8.8  | 3.8 | .6  | 1   | 4.3  |
| 2016-17  | New York     | 46  | 46  | 22.1 | .490 | .000 | .440 | 8.8  | 2.2 | .8  | .8  | 5.0  |
| 2017-18  | New York     | 7   | 0   | 5.7  | .500 | –    | .500 | 2.0  | .6  | .3  | .3  | 1.7  |
| 2018-19  | Memphis      | 42  | 1   | 16.5 | .516 | .000 | .716 | 5.7  | 2.1 | .5  | .7  | 7.1  |
| 2019-20  | L.A Clippers | 5   | 0   | 10.0 | .500 | .000 | .750 | 3.2  | 1.4 | .2  | .2  | 2.8  |
| Total    | Total        | 672 | 512 | 27.7 | .491 | .000 | .700 | 9.0  | 2.8 | .8  | 1.3 | 8.8  |
| All-Star | All-Star     | 2   | 0   | 18.5 | .667 | .000 | .000 | 7.5  | 4.0 | .5  | .5  | 8.0  |

### Playoffs
| Año   | Equipo  | PJ | PT | MPP  | %TC  | %3P  | %TL  | RPP  | APP | ROB | TPP | PPP  |
| ----- | ------- | -- | -- | ---- | ---- | ---- | ---- | ---- | --- | --- | --- | ---- |
| 2009  | Chicago | 7  | 7  | 38.7 | .510 | .000 | .760 | 13.1 | 2.3 | .9  | 2.1 | 10.1 |
| 2010  | Chicago | 5  | 5  | 36.6 | .528 | .000 | .947 | 13.0 | 2.6 | 1.8 | 1.4 | 14.8 |
| 2011  | Chicago | 16 | 16 | 33.1 | .411 | .000 | .725 | 10.2 | 2.5 | 1.0 | 2.1 | 8.7  |
| 2012  | Chicago | 3  | 3  | 33.0 | .731 | .000 | .636 | 9.3  | 3.0 | .7  | 1.3 | 15.0 |
| 2013  | Chicago | 12 | 12 | 34.1 | .437 | .000 | .641 | 9.6  | 2.3 | .8  | 2.2 | 10.8 |
| 2014  | Chicago | 5  | 5  | 42.0 | .512 | .000 | .588 | 12.8 | 4.6 | .8  | 1.4 | 10.4 |
| 2015  | Chicago | 12 | 12 | 32.9 | .408 | .000 | .650 | 11.0 | 3.2 | .8  | 1.2 | 5.8  |
| Total | Total   | 60 | 60 | 35.0 | .465 | .000 | .676 | 11.0 | 2.8 | 1.0 | 1.8 | 9.7  |

## Vida personal
Joakim procede de una familia de trayectoria deportista: su abuelo Zacharie Noah fue un jugador camerunés de fútbol profesional que desarrolló su carrera en Francia, y su padre es el extenista y seleccionador francés de tenis Yannick Noah, último ganador francés individual del Torneo de Roland Garros (en 1983). Su madre, Cécilia Rhode, de origen sueco, fue Miss Suecia y cuarta finalista en el Miss Universo 1978.
En julio de 2018 comenzó una relación con la modelo brasileña Lais Ribeiro. Se comprometieron en septiembre de 2019, y se casaron el 13 de julio de 2022.
En septiembre de 2023 ofició la boda de su excompañero y amigo Derrick Rose.